# Baby Lasagna
Marko Purišić (Umag, 5 juli 1995), beter bekend onder zijn artiestennaam Baby Lasagna, is een Kroatische zanger.

## Biografie
Van 2011 tot 2016 en van 2018 tot 2022 was Purišić gitarist bij de Kroatische rockband Manntra. In 2023 startte hij zijn solocarrière.
Begin 2024 nam Baby Lasagna deel aan de Dora, de Kroatische preselectie voor het Eurovisiesongfestival. In eerste instantie stond hij op de reservelijst, maar omdat een andere kandidaat zich terugtrok, mocht hij toch meedoen en met succes: met het nummer Rim tim tagi dim won hij, waardoor hij zijn vaderland mocht vertegenwoordigen op het Eurovisiesongfestival 2024 in Malmö, Zweden. In de aanloop naar het festival werd hij als een van de topfavorieten gezien. 
Op 7 mei kwalificeerde hij zich vanuit de eerste halve finale, waarin hij eerste werd qua punten, voor de finale op zaterdag 11 mei. Daarin kreeg hij de meeste publieksstemmen en eindigde hij op de tweede plek. Nooit eerder eindigde een Kroatische inzending zo hoog.
Na afloop won hij de "You're A Vision Award" voor opvallendst geklede artiest op het festival.

## Discografie

### Singles
| Single met eventuele hitnotering(en) in de Nederlandse Top 40 | Datum van verschijnen | Datum van binnenkomst | Hoogste positie | Aantal weken | Opmerkingen                                                                           |
| ------------------------------------------------------------- | --------------------- | --------------------- | --------------- | ------------ | ------------------------------------------------------------------------------------- |
| Rim Tim Tagi Dim                                              | 12-01-2024            | 11-05-2024            | tip15           | -            | Nr. 41 in de Single Top 100, Kroatische inzending voor het Eurovisiesongfestival 2024 |

| Single met hitnotering(en) in de Vlaamse Ultratop 50 | Datum van verschijnen | Datum van binnenkomst | Hoogste positie | Aantal weken | Opmerkingen |
| ---------------------------------------------------- | --------------------- | --------------------- | --------------- | ------------ | ----------- |
| Rim Tim Tagi Dim                                     | 12-01-2024            | 20-05-2023            | 46              | 1            |             |

1993: Put · 
1994: Tony Cetinski · 
1995: Magazin & Lidija · 
1996: Maja Blagdan · 
1997: ENI · 
1998: Danijela · 
1999: Doris Dragović · 
2000: Goran Karan · 
2001: Vanna · 
2002: Vesna Pisarović · 
2003: Claudia Beni · 
2004: Ivan Mikulić · 
2005: Boris Novković · 
2006: Severina · 
2007: Dragonfly feat. Dado Topić · 
2008: Kraljevi Ulice & 75 Cents · 
2009: Igor Cukrov feat. Andrea Šušnjara · 
2010: Feminnem · 
2011: Daria Kinzer · 
2012: Nina Badrić · 
2013: Klapa s Mora · 
2016: Nina Kraljić · 
2017: Jacques Houdek · 
2018: Franka Batelić · 
2019: Roko · 
2021: Albina Grčić · 
2022: Mia Dimšić · 
2023: Let 3 · 
2024: Baby Lasagna · 
2025: Marko Bošnjak
- Gemeinsame Normdatei: 1321644612
- MusicBrainz: ac1739a6-4378-42fb-89f6-1f89e32e4369
- Nationale en Universitaire bibliotheek Zagreb: 000782538
- Virtual International Authority File: 67169016852766980343